# Lubomír Rejda
Lubomír Rejda (* 23. srpna 1954) je bývalý český fotbalový útočník.

## Fotbalová kariéra
Začínal v ZVVZ Milevsko. Na vojně hrál za VTJ Tachov. V československé lize hrál za Škodu Plzeň. Nastoupil ve 108 ligových utkáních a dal 7 gólů. Dále pokračoval ve třetí nejvyšší soutěži za Baník Most a v přeboru Jihomoravského kraje za Modetu Jihlava.

## Ligová bilance
| Ročník                                   | Zápasy | Góly | Minuty | Klub        |
| ---------------------------------------- | ------ | ---- | ------ | ----------- |
| 1. československá fotbalová liga 1976/77 | 30     | 3    | -      | Škoda Plzeň |
| 1. československá fotbalová liga 1977/78 | 27     | 1    | 1913   | Škoda Plzeň |
| 1. československá fotbalová liga 1978/79 | 24     | 0    | 1259   | Škoda Plzeň |
| 1. československá fotbalová liga 1979/80 | 25     | 3    | 1604   | Škoda Plzeň |
| Česká národní fotbalová liga 1980/81     | -      | 7    | -      | Škoda Plzeň |
| Česká národní fotbalová liga 1981/82     | 2      | 0    | -      | Škoda Plzeň |
| 1. LIGA CELKEM                           | 108    | 7    | 4776   |             |